# Cecrops lutosus
Cecrops lutosus is een eenoogkreeftjessoort uit de familie van de Cecropidae. De wetenschappelijke naam van de soort is voor het eerst geldig gepubliceerd in 1760 door Slabber.